# Bonia tonkinensis
Bonia tonkinensis är en gräsart som beskrevs av Benedict Balansa. Bonia tonkinensis ingår i släktet Bonia och familjen gräs. Inga underarter finns listade i Catalogue of Life.